# 令和のダラさん
『令和のダラさん』（れいわのダラさん） は、ともつか治臣による日本の漫画。ウェブコミック配信サイト『ComicWalker（現・カドコミ）』（KADOKAWA）にて2022年3月30日配信分から月刊で連載中。古くから祟り神として恐れられる半人半蛇の怪異と、それに物怖じしない姉弟(きょうだい)の交流を描くオカルトコメディ。
初期公開時は2ちゃんねるのオカルト板の「洒落怖」スレで有名となった「姦姦蛇螺」（かんかんだら）を元にした作品であったが、商業連載にあたって名前は「屋跨斑」（やまたぎまだら）に変更されている。
ニコニコ漫画の「みんなで決める！第1回・マンガ総選挙」にて、ホラー部門で1位。三洋堂書店の「でらコミ！5」（2024年）にて準大賞。次にくるマンガ大賞では2022と2023でWebマンガ部門でそれぞれ13位と14位。

## あらすじ
とある現代の山間の町。そこにはかつて集落を恐怖に陥れた「屋跨斑」（やまたぎまだら）と呼ばれる半人半蛇の怪異の伝承が残っており、西の山は禁足地とされ、屋跨斑を祀る祠があった。禁足地を侵した者は今なお祟られると恐れられている。
古くから西の山を管轄してきた三十木谷家の子供である日向と薫の姉弟は、好奇心から禁足地を訪れ、上半身は巫女、下半身は大蛇という大妖である屋跨斑と出会う。伝承の通り、恐ろしい姿の屋跨斑であったが、姉弟は物怖じせず、「ダラさん」と呼んで親しく接するようになる。もともと優しい巫女であった屋跨斑は姉弟のペースに流されながら騒がしい日常を送る。

## 登場人物
声はボイスコミックのもの。

### 主要人物
ダラさん / 屋跨斑（やまたぎまだら）
声 - ファイルーズあい
下半身が大蛇で上半身が3対の腕（六臂）を持つ女性の怪異。細目に四白眼で蛇のように耳まで裂けた口に長い舌を持つ。かつて西の山の集落を襲い恐怖に陥れた存在で、現代でも山陵の禁足地を侵した者を祟るとして恐れられる。実際に強大な力を持ち、自身の領域を侵した者を祟るものの、理性的で本性は優しい。物怖じしない日向と薫の姉弟に翻弄され、「ダラさん」と呼ばれてなし崩し的に親しく接する。面倒見が良いうえに押しに弱いところもあり姉弟の突飛なお願いも結局は聞いてしまい二人を甘やかしてしまっている。
生前は双子の姉・椿と共に山神である大蛇「谷跨斑」を討伐した腕の立つ巫女であったが、姉の裏切りによって四肢を切断されて殺され、谷跨斑の胴と繋がって祟り神（怨霊）として蘇ったという経緯を持つ。谷跨斑との意識の奪い合いで、長らく自我のない山神であったが、100年ほど前に谷跨斑の意識を降し、自我を持つようになる。優しいものの祠の呪物を守るという役目のために禁足地を訪れる者に軽度の祟りを掛け、祠を侵す者には容赦しない。
二人と交流するようになって外に出る場合、姿を子供や大人といった感じで使い分けるようになり、子供時は「伽耶乃」、大人時は「ヤマダ」と名乗っている。
三十木谷 日向（みそぎや ひなた）
声 - 豊崎愛生
三十木谷家の長女。中学2年生。
黒の短髪で外見はボーイッシュな少女。外向的な性格で弟・薫と行動を共にすることが多い。胆力に優れ、初見でもダラさんの姿に物怖じせず、親しく接するようになる。ダラさんが感嘆するほど霊能力に優れており、普通の人間では知覚できない霊的なものにも敏感。
三十木谷 薫（みそぎや かおる） 
声 - 寿美菜子
三十木谷家の長男。小学5年生。
金髪碧眼で白人の美少女と見紛う外見の男子。ボーイッシュな姉・日向の代わりに女の子らしいものをお下がりに貰っていた結果、普段から女装している。姉以上に外向的かつ奔放で、自身の可愛さを自覚的に武器に用いて大人も含めて周りを巻き込み、自由に行動する。霊力は人並み以上だが、姉ほどは高くない。

### 三十木谷家
三十木谷 兵吾（みそぎや ひょうご）
日向と薫の祖父。
屋跨斑の祠を管理する年相応の老人。孫である日向と薫に禁足地に近づかないように厳重に注意する。
三十木谷 千夜（みそぎや ちよ）
日向と薫の母。40歳。
豊満な肉体を持つ中年女性。容姿は日向によく似ている。父・兵吾に代わって高校生のころより禁足地や祠の管理を任されている。高校生時はダラさんを知覚できており命を助けられたこともある。その時の経験から彼女はダラさんを恐怖の対象ではなく祠に祀られている呪物を守っている神様として崇拝している。
三十木谷 ウィリアム（みそぎや ウィリアム） 
日向と薫の父。眼科医。39歳。
大柄な体格の白人。オーストラリア出身で、幼少時に家族と日本に帰化、日本語はペラペラ。大学時に千夜と出会い、結婚して婿入りする。霊能力はほぼないが、怪異の存在は信じており、三十木谷家のお務めには協力的。

### 小学校関係
筆木 直道（ふでぎ なおみち）
小学校教師。薫の担任。
肥満体に眼鏡の壮年男性。外見は中年に見え、教え子に手を出す淫行教師のような雰囲気があるが、実は30代前半で、本性も生徒想いで実直な人物。裁縫が趣味で、コスプレ衣装制作を得意とし、薫と意気投合している。薫に依頼されて巫女服からメイド服まで様々なダラさんの衣装を制作する。
アラレ
筆木の飼い猫。オス（去勢済み）。
飼い猫の平均寿命は超えているブサカワな猫。賢い。内臓を患い余命短く元気が無かったところを、筆木の衣服の礼としてダラさんから妖怪になる権利を与えられ、病気を治癒する。主である筆木を大事に思っており、独身である彼に相応しい嫁さんを希望している。言葉は発しないがダラさんには表情で具体的な意思を伝える(「〇〇という顔」のように)。
十御田 柑菜（とみた かんな）
薫の同級生。東の山の地主。
ツインテールの勝ち気な少女。代々東の山を管轄し、地主である十御田家の令嬢だが出身を鼻に掛けることはない。薫を好いているものの素直になれず、強気に接してしまう。
篠原 小梢（しのはら こずえ）
薫の同級生。
外見はおっとりとした大人びた少女。周りからはお母さんと呼ばれる。外見に反して周りの色恋沙汰に興味津々で情報収集に余念がない。
六十里 詩穂（ついふじ しほ）
小学校の養護教諭。36歳。独身。
生まれつき目つきが悪く、普段の外見や態度は険しい妙齢の女性。根は優しいものの態度はつい厳しくなってしまう。結婚願望はあるが、自信がなく諦めている。密かに筆木を好いている。

### 中学校関係
初瀬川 周（はせがわ あまね）
日向の同級生（転校生）。
肉体年齢は16歳半である外見は大人びた美少女。類稀な高い霊力を持つも、霊視能力はなく、霊的なものを自覚的には認知できない。12歳の時に復活を目論む谷跨斑に憑依されて意識を失い、憑依に耐えられるように強制的に身体を成長させられ、少し前に覚醒した。第17話で日向のクラスに転校してくる。
実は幼稚園が日向と一緒であり、何度も助けられ恋愛感情を抱いている。久しぶりの再会で彼女が女性と知るが、それでも想いを遂げることを目指す。
袰主 水樹（ほろぬし みずき）
日向の同級生。
ギャル風の少女。名前に「主水」（もんど）とあることから、中村主水にちなんで「八丁堀」のあだ名を持つ。外向的で物怖じしない。映画館の怪異から救ってもらったことで谷跨斑を信仰する。
波尻 刷子（なみしり はこ）
日向の同級生。
そばかすの少女。
藤岡 朋子（ふじおか ともこ）
日向の同級生。
丸メガネの少女。映画館の怪異から救ってもらったことで谷跨斑を信仰する。
佐渡 夏々子（さわたり ななこ）
日向の同級生。
ぽっちゃりとしたそばかすの少女。外見に反して運動が得意。映画館の怪異から救ってもらったことで谷跨斑を信仰する。
毒島 結子（ぶすじま ゆうこ）
日向の担任。担当は国語。34歳独身。
キツめの顔立ちにそばかすの眼鏡女性。性格は温厚だが怒らせると怖い。生徒からは好かれている。
村杜 花子（むらもり はなこ）
中学校教諭。怪異。
外見は毒島と年齢が近い妙齢の女性。教師や生徒たちから信頼されている教師だが、謎が多い。実は「マギレ」と呼ばれる場に馴染む妖怪の類。

### 平尋神社
主神に天屋小春女神（アメヤツコハルウメノカミ）、配神に十金比子神（トカネヒコノカミ）を祀る町の神社。表向きは屋跨斑を封じた神となっているが、実際にはダラさん（妹巫女）を神として崇めている。そのため、神域である境内にも怪異であるダラさんは自由に出入りできる。
梛（なぎ） / 二十尋 佐恵子（はたひろ さえこ）
平尋神社の巫女。女子高生。18歳。
パンク趣味のそばかすの少女。14歳の時に祖母から平尋神社の巫女である「梛」を継ぐ。巫女としての知識や技術はダラさんも感嘆するほどながら、霊感は皆無。地域行事に積極的に参加している。
二十尋 理嗣（はたひろ まさつぐ）
梛の叔父で後見人。独身。
眼鏡の中年男性。外見は年相応の威厳と真面目さを持つが、趣味趣向は子供っぽく、また霊感も皆無。
二十尋家の分家の養子で梛とは直接の血縁関係はない。彼が梛の後見人になったのは、彼女のイケオジ趣味。

### 屋跨斑の関連家系の人物
十郎太と梛が妹巫女（屋跨斑）を祀るにあたって協力した人物たちの子孫。十郎太にあやかって名字に「十」の時があるのが特徴。三十木谷家や十御田家、二十尋家も含まれる。
五十子 美和（いらこ みわ）
三十木谷家の隣人。直道のいとこ。26歳独身。
内向的で男性恐怖症がある眼鏡のオタク女子。自宅にてイラストレーターとして生計を立てている。もともと東京に出たものの上司から理不尽ないじめを受けて実家に戻り、引きこもりになっていた過去を持つ(なお件の上司は美和退職後にそれまでのいじめが明るみになり地方へ左遷。左遷先でもやらかして裁判沙汰になるという因果応報の末路を辿った)。薫に励まされて現在の状態まで立て直す。薫を好いており、まだ小学生である彼が成人したら結婚するという野心を持つ。
四十八願 圭太（よいなら けいた）
駄菓子屋「よいならよいや」の店主。祓い屋。
蓬髪に無精ひげの中年男性。妻とは死別し、一人娘がいる。理嗣とは同級生で今も仲が良い。表向きは駄菓子屋だが、店に来た変身中のダラさんを見破りかけるなど、それなりの霊感を持っており、祓い屋で生計を立てている。そのため家を空けることも多く、娘と関係に悩んでいる。

### 過去の人物
毎話の最初の数ページで語られる屋跨斑の誕生に纏わる物語の登場人物たち。
十郎太（じゅうろうた）
西の集落を拠点とする大工の青年。人好きされる真面目で精悍な人物。妹巫女の人柄に惚れ、親しく接するようになる。惨劇の夜以降、屋跨斑となった妹巫女をなおも信じ、京に赴いて観重を招聘し、対策を練る。屋跨斑の眷属となったことで彼女の庇護を得る。
山神となった屋跨斑に魅入られたことで結婚は望めなくなる。そのため、初代梛の策によって巫術で子孫を作ることになり、これによって十郎太の子孫になった家柄は名字に「十」の字が入るようになる。
椿（つばき）
祓い屋の巫女。双子の姉。
美貌の巫女。流れの祓い屋一家の長女で、霊能術に熟達した若い女性。両親と共に妹を冷遇してきた。妹と共に谷跨斑を討伐した後、両親と西の村に住み着き拠点とする。惚れた十郎太が、自身が軽んじていた妹を好いたことで嫉妬心から、策謀を練り、谷跨斑の封印を解き、西の村の住民を扇動して、妹を謀殺する。本来は妹と谷跨斑が結合した存在を下僕にする予定であったが、妹の強い呪詛の念が屋跨斑を生み出し、そのまま殺される。
妹巫女
醜女の巫女。双子の妹。生前のダラさん。
細目で四白眼の女性。高い霊能力を持ち、薬学などにも精通した人物。心優しい性格で、その人となりを知る者たちからは慕われる。一方、両親や姉・椿からは醜いとして粗末に扱われ不遇の人生を送ってきた。姉と谷跨斑を倒した後は、東の集落に住まい、村人たちと仲良くなる。のち、姉によって四肢を切断されるという謀殺を受け、強い呪詛の念から屋跨斑となる。
本名は木春。その名は姉・椿に由来したもので、誕生からして姉の補佐役として望まれていた。
観重（けんじゅう）
陰陽道に熟達した胡散臭い老爺。かつて巫女姉妹に術を教えた師匠。妹巫女の残した書物を頼りに十郎太によって集落に招聘される。その知識から、現在の平尋神社や西の山の社の仕組みを整える。招聘時点で病魔に侵されており、数年で亡くなるが事後を梛と十郎太に託す。
梛（なぎ）
観重の連れ子。平尋神社の初代巫女。観重よりその知識や技術を伝授された女性。村にやってきた時はまだ子供。観重や十郎太と共に、屋跨斑を山神として封じる平尋神社の仕組みを整える。

### 谷跨斑
谷跨斑（やまたぎまだら）
大蛇の大妖であり荒神。
2つの山を跨ぐと謳われるほどの巨大な大蛇。知能は高く、山の主として地元の集落に生贄を要求してきた。伝承では双子の巫女によって討伐されて頭と胴を切り離れるも、復讐心で妹巫女の身体を乗っ取って姉妹を殺し、「屋跨斑」となるも禁足地の祠に封印されたとする。
復活の時を虎視眈々と狙って、周囲の霊力や生命力を少しずつ得ているが、憑依した周の友人関係により吸収した霊力を常に無駄使いさせられ空回りしている。隠形で普段は姿を消しているが日向には見え、小型の蛇の守護霊と思われている。
これまでは周から漏れていた霊力をこっそり得ていたが、直接繋がって使用した事によって周にも見える様になり、咄嗟に「ヤサカ」と名乗っている。

### その他
久砂葉 エル（くさは エル）
心霊スポット系ストリーマー。
可愛らしい若い女性。水着で心霊スポットを訪れる動画がバズったことでOLを辞め、ストリーマーになったという経緯を持つ。配信のため、祭りの夜に屋跨斑の禁足地の祠を侵し、祟られて即座に四肢を潰されて呪死する。すぐに気づいたダラさんの隠蔽工作によって動画は無難に終わらせ、死体は神隠しにされる。
その後も異界で死体を怪異に食われていたり、百鬼夜行の一員として異界をさまよう様子が描かれる。
ダラダラダラさん
ダラさんを象った人形（ぬいぐるみ、抱き枕）。
薫が筆木に依頼して制作されたダラさんを模したそこそこ大きな人形。後に中身に妖力を持つダラさんの髪を詰めたために呪物となる。夜中には自立して動くが、ダラさん本体が薫に甘いために害はない。むしろ、第25話で谷跨斑が三十木谷家を襲った際には、住人たちを守るためにこれを退治してしまう。

## 書誌情報
- ともつか治臣 『令和のダラさん』 KADOKAWA〈MFコミックス〉、既刊6巻（2025年6月23日現在）
  1. 2022年11月22日発売[30]、ISBN 978-4-04-681851-5
  2. 2023年5月23日発売[31]、ISBN 978-4-04-682414-1
  3. 2023年11月21日発売[32]、ISBN 978-4-04-683193-4
  4. 2024年6月21日発売[33]、ISBN 978-4-04-683752-3
  5. 2024年12月23日発売[34]、ISBN 978-4-04-684407-1
  6. 2025年6月23日発売[35]、ISBN 978-4-04-684897-0